# Chattowie
Chattowie (łac. Chatti, Catti) – plemię germańskie zasiedlające Hesję. W 10 roku p.n.e. zostało podbite przez Druzusa. Jako sąsiedzi Cherusków brali udział w zmaganiach z Rzymianami: w roku 9 n.e. w bitwie w Lesie Teutoburskim i w 15 roku w czasie bitwy nad Wezerą z Germanikiem, który pomścił klęskę Warusa i odzyskał orły legionowe. Chattowie nie weszli w skład państwa Marboda, jednak wzięli udział w wojnach markomańskich najeżdżając rzymską prowincję Germania Superior. Prawdopodobnie później zostali wchłonięci przez Franków.

## Wędrówka plemienia
Od około 72 roku p.n.e. posuwali się ku Renowi, który przekroczyli pod wodzą Ariowista. Chattowie po krwawej bitwie Rzymian ze Swebami w 58 roku p.n.e. i klęsce Swebów niedaleko Wrót Burgundzkich (Belfort-Miluza), wycofali się za Ren.